# Jesús Daniel Martínez
Jesús Daniel Martínez (Barranquilla, Colombia, 25 de mayo de 1994) es un futbolista colombiano. Juega de lateral izquierdo.

## Clubes
| Club           | País     | Año         |
| -------------- | -------- | ----------- |
| Deportivo Cali | Colombia | 2013        |
| Llaneros       | Colombia | 2014 - 2018 |
| Envigado F. C. | Colombia | 2019        |
| Llaneros       | Colombia | 2019 - 2020 |